# ماري مارغريت ماكبرايد
ماري مارغريت ماكبرايد (بالإنجليزية: Mary Margaret McBride)‏ هي مقدمة تلفزيونية وكاتِبة وصحفية ومقدمة برامج إذاعية أمريكية، ولدت في 16 نوفمبر 1899 في باريس في الولايات المتحدة، وتوفيت في 7 أبريل 1976.

## وصلات خارجية
- ماري مارغريت ماكبرايد على موقع IMDb (الإنجليزية)
- ماري مارغريت ماكبرايد على موقع الموسوعة البريطانية (الإنجليزية)
- ماري مارغريت ماكبرايد على موقع إن إن دي بي (الإنجليزية)